# هری کلارک (بازیکن فوتبال، زاده ۱۹۳۴)
هری کلارک (انگلیسی: Harry Clark؛ زادهٔ ۱۱ سپتامبر ۱۹۳۴) بازیکن فوتبال اهل بریتانیا است.
از باشگاه‌هایی که در آن بازی کرده‌است می‌توان به باشگاه فوتبال بلیث اسپارتانس اشاره کرد.